# لیوبوشکی
لیوبوشکی (به لاتین: Ljubuški) یک منطقهٔ مسکونی در بوسنی و هرزگوین است که در کانتون هرزگوین غربی واقع شده‌است.

## خصوصیات
لیوبوشکی ۲۹۲٫۷ کیلومترمربع مساحت و ۲۹٬۵۲۱ نفر جمعیت دارد.